# Láska ke hvězdám
Láska ke hvězdám (též Láska ve hvězdách, v anglickém originále Star-Crossed) je americký dramatický televizní seriál, jehož autorkou je Meredith Averill. Premiérově byl vysílán v roce 2014 na stanici The CW. Celkově bylo natočeno 13 dílů, po první řadě byl kvůli nízké sledovanosti zrušen.

## Příběh
V roce 2014 ztroskotala na Zemi mimozemská loď Atrianů. O 10 let později se část společnosti snaží mimozemšťany integrovat, zatímco další je považují hrozbu. Seriál se odehrává ve fiktivním louisianském městečku Edendale a věnuje se romanci mezi Pozemšťankou Emery a Atrianem Romanem, který je členem skupiny sedmi mimozemšťanů, jež začínají navštěvovat místní střední školu.

## Obsazení
- Aimeé Teegarden jako Emery Whitehillová
- Matt Lanter jako Roman
- Grey Damon jako Grayson Montrose
- Malese Jow jako Julia Yeungová
- Greg Finley jako Drake
- Natalie Hall jako Taylor Beechamová
- Titus Makin Jr. jako Lukas Parnell
- Chelsea Gilligan jako Teri

## Vysílání
| Řada | Díly | Premiéra v USA | Premiéra v USA  | Premiéra v ČR     | Premiéra v ČR  |
| Řada | Díly | První díl      | Poslední díl    | První díl         | Poslední díl   |
| ---- | ---- | -------------- | --------------- | ----------------- | -------------- |
| 1    | 13   | 17. února 2014 | 12. května 2014 | 9. listopadu 2014 | 25. ledna 2015 |